# 宮崎県サッカー選手権大会
宮崎県サッカー選手権大会（みやさきけんサッカーせんしゅけんたいかい）は、宮崎県で行われているトーナメント方式のサッカーの大会。
天皇杯 JFA 全日本サッカー選手権大会の宮崎県予選を兼ねている。

## 主催団体
- 主催[1]：一般社団法人宮崎県サッカー協会、宮崎日日新聞社、MRT宮崎放送、共同通信社
- 主管：一般社団法人宮崎県サッカー協会 事業・広報委員会、1種委員会
- 協賛：モルテン

## 出場チーム
2025年大会は、以下の8チームに出場権が与えられる。
- J3リーグ所属1チーム
- JFL所属1チーム
- 九州サッカーリーグ所属2チーム
- 大学代表2チーム
  - 選出方法は宮崎県サッカー協会1種委員会大学部会に一任されている。
- 社会人代表2チーム
  - 宮崎県社会人サッカー選手権大会（全国社会人サッカー選手権大会県予選）優勝チーム
  - 宮崎県クラブチームサッカー選手権大会（全国クラブチームサッカー選手権大会県予選）優勝チーム

## 結果
| 回 | 年度 | 優勝                    | スコア             | 準優勝               | 天皇杯成績 |
| -- | ---- | ----------------------- | ------------------ | -------------------- | --- |
| 1  | 1996 | 宮崎教員団(初)          | -                  |                      | 1回戦 1-8 高知大学（高知県）                                                                                           |
| 2  | 1997 | 鵬翔高校(初)            | -                  |                      | 1回戦 3-2 多々良学園高校（山口県） 2回戦 0-8 モンテディオ山形（JFL）                                                   |
| 3  | 1998 | 鵬翔高校(2)             | -                  |                      | 1回戦 4-1 FC上田ジェンシャン（長野県） 2回戦 0-4 本田技研 （JFL）                                                      |
| 4  | 1999 | ホンダロック(初)        | 9-0                | 宮崎産業経営大学     | 1回戦 0-5 ベガルタ仙台（J2）                                                                                           |
| 5  | 2000 | ホンダロック(2)         | 2-1                | 日章学園高校         | 1回戦 2-0 NTT熊本（熊本県） 2回戦 0-9 浦和レッズ（J2）                                                                 |
| 6  | 2001 | ホンダロック(3)         | 6-0                | 鵬翔高校             | 1回戦 0-1 法政大学（東京都）                                                                                           |
| 7  | 2002 | プロフェソール宮崎FC(2) | 1-0                | ホンダロック         | 1回戦 4v-3 吉備国際大学（岡山県） 2回戦 0-1 アルビレックス新潟（J2）                                                   |
| 8  | 2003 | サン宮崎FC(3)           | 2v-1               | ホンダロック         | 1回戦 1-6 桃山学院大学（大阪府）                                                                                       |
| 8  | 2004 | ホンダロック(4)         | 3v-2               | 鵬翔高校             | 1回戦 4-1 帝京第三高校（山梨県） 2回戦 4-1 長野エルザSC（長野県） 3回戦 1-2 コンサドーレ札幌（J2）                     |
| 9  | 2005 | ホンダロック(5)         | 6-1                | 宮崎産業経営大学     | 1回戦 6-2 八戸大学（青森県） 2回戦 2-1 三重中京大学（三重県） 3回戦 1-0 栃木SC（JFL） 4回戦 0-7 鹿島アントラーズ（J1） |
| 10 | 2006 | 宮崎産業経営大学(初)    | 2-1                | ホンダロック         | 1回戦 3-2 ジェフ・クラブ（千葉県） 2回戦 2-0 福岡大学（福岡県） 3回戦 1-4 徳島ヴォルティス（J2）                       |
| 11 | 2007 | ホンダロック(6)         | 3-1                | 宮崎産業経営大学     | 2回戦 3-1 近大付属和歌山高校（和歌山県） 3回戦 2-4 セレッソ大阪（J2）                                                  |
| 12 | 2008 | ホンダロック(7)         | 3-0                | 宮崎産業経営大学     | 1回戦 1-1(PK2-4) ニューウェーブ北九州（福岡県）                                                                        |
| 13 | 2009 | ホンダロック(8)         | 2-0                | 宮崎産業経営大学     | 1回戦 4-0 熊本学園大学（熊本県） 2回戦 1-0 東京ヴェルディ（J2） 3回戦 0-2 名古屋グランパスエイト（J1）                 |
| 14 | 2010 | ホンダロック(9)         | 1-0                | 宮崎産業経営大学     | 1回戦 2-1 HOYO Atletico ELAN（大分県） 2回戦 2-3 大分トリニータ（J2）                                                  |
| 15 | 2011 | 宮崎産業経営大学(2)     | 2-0                | 鵬翔高校             | 1回戦 5-1 熊本教員蹴友団（熊本県） 2回戦 1-4 浦和レッズ（J1)                                                           |
| 16 | 2012 | 宮崎産業経営大学(3)     | 3-2                | ホンダロックSC       | 1回戦 0-1 福岡大学（福岡県）                                                                                           |
| 17 | 2013 | 宮崎産業経営大学(4)     | 0-0 aet (PK 7 - 6) | ホンダロックSC       | 1回戦 0-1 サウルコス福井（福井県）                                                                                     |
| 18 | 2014 | ホンダロックSC(10)      | 3-1                | 宮崎産業経営大学     | 1回戦 2-1 三菱重工長崎SC（長崎県） 2回戦 0-3 横浜F・マリノス（J1）                                                     |
| 19 | 2015 | J.FC MIYAZAKI(初)       | 1-1 aet (PK 4 - 3) | テゲバジャーロ宮崎   | 1回戦 1-2 ギラヴァンツ北九州（J2）                                                                                     |
| 20 | 2016 | ホンダロックSC(11)      | 3-0                | J.FC MIYAZAKI        | 1回戦 0-1 FC琉球（沖縄県）                                                                                             |
| 21 | 2017 | 宮崎産業経営大学(5)     | 3-0                | テゲバジャーロ宮崎   | 1回戦 2-1 徳山大学（山口県） 2回戦 2-4 アビスパ福岡（J2）                                                              |
| 22 | 2018 | テゲバジャーロ宮崎(初)  | 3-1                | ホンダロックSC       | 1回戦 3-0 佐賀LIXIL FC（佐賀県） 2回戦 0-1 セレッソ大阪（J1）                                                          |
| 23 | 2019 | ホンダロックSC(12)      | 2-2 aet (PK 4 - 3) | テゲバジャーロ宮崎   | 1回戦 5-1 FC徳島（徳島県） 2回戦 2-5 ジュビロ磐田（J1）                                                                |
| 24 | 2020 | テゲバジャーロ宮崎(2)   | 2-0                | ホンダロックSC       | 1回戦 2-2(PK4-5) ヴェルスパ大分（大分県）                                                                              |
| 25 | 2021 | ホンダロックSC(13)      | 0-0 aet (PK 5 - 4) | テゲバジャーロ宮崎   | 1回戦 5-0 川副クラブ（佐賀県） 2回戦 2-3 大分トリニータ （J1）                                                         |
| 26 | 2022 | ホンダロックSC(14)      | 2-1 aet            | テゲバジャーロ宮崎   | 1回戦 3-0 マリーゴールド熊本（熊本県） 2回戦 0-2 サンフレッチェ広島（J1）                                              |
| 27 | 2023 | テゲバジャーロ宮崎(3)   | 1-0                | ミネベアミツミFC     | 1回戦 3-0 東海大学熊本（熊本県） 2回戦 1-5 サガン鳥栖（J1）                                                            |
| 28 | 2024 | テゲバジャーロ宮崎(4)   | 2-0                | ヴェロスクロノス都農 | 1回戦 4-0 川副クラブ（佐賀県） 2回戦 2-1 ジュビロ磐田（J1） 3回戦 1-2 ガンバ大阪（J1）                                 |
| 29 | 2025 | ヴェロスクロノス都農(2) | 2-0                | テゲバジャーロ宮崎   | |